# دروک، ایرلند شمالی
دروک، ایرلند شمالی (به انگلیسی: Dervock) یک روستا در بریتانیا است که در شهرستان انتریم  واقع شده‌است. دروک ۷۱۴ نفر جمعیت دارد.